# Zvartnots Jerevan
Zvartnots Jerevan (Armeens: Զվարթնոց-ԱԱԼ Ֆուտբոլային Ակումբ; Zvartnots-AAL Futbolayin Akumb) was een Armeense voetbalclub uit de hoofdstad Jerevan. 
De club promoveerde voor het seizoen 1999 voor het eerst naar de hoogste klasse en werd vierde. Het volgende seizoen werd de bekerfinale gehaald maar daarin verloor de club. In 2001 werd de club zelfs vicekampioen achter FC Pjoenik Jerevan. Voor het seizoen 2003 kon de club het inschrijvingsgeld niet betalen en trok zich noodgedwongen terug uit de competitie.

## Erelijst
- Beker van Armenië
  - Finalist: 2000, 2002

## Zwartnots in Europa
- Q = voorronde
- PUC = punten UEFA coëfficiënten

Uitslagen vanuit gezichtspunt Zvartnots
| Seizoen | Competitie | Ronde | Land              | Club                   | Totaalscore | 1e W    | 2e W    | PUC |
| ------- | ---------- | ----- | ----------------- | ---------------------- | ----------- | ------- | ------- | --- |
| 2002/03 | UEFA Cup   | Q     | Vlag van Slovenië | NK Primorje Ajdovščina | 3-6         | 1-6 (U) | 2-0 (T) | 1.0 |

Totaal aantal punten voor UEFA coëfficiënten: 1.0